# 위창휘
위창휘(중국어 정체자: 韋昌輝, 병음: Wei Changhui, 1823년 또는 1826년 - 1856년 11월 2일)은 장족 출신의 태평천국의 지도자 중 한 명이다. 천왕 홍수전으로부터 북왕에 봉해졌으며, 육천세(六千歲)라 칭했다.

## 생애
광서성 계평 출신이다. 부농의 가정에서 태어나 과거를 수차례 치렀지만, 시험마다 낙방을 했다. 1848년, 홍수전이 만든 배상제회에 가입하여 거액의 기부를 했다. 1851년, 배상제회가 금전봉기를 일으키자 바로 군대의 주장 북왕에 봉해졌다. 1853년 남경을 공략하여 천경(天京)으로 개칭하고, 위창위는 그곳을 방어하는 일을 맡았다. 그러나 그 이듬해 무렵부터 태평천국의 실권을 잡은 동왕 양수청과 불화를 겪었다.
1856년, 천왕 홍수전의 밀명을 받아 연왕 진일강과 연계하여 동왕부를 습격하여 양수청과 그 일당을 살해했다. 그 수가 2만명 가량에 달했다. 익왕 석달개가 천경으로 돌아와 사망자가 많음을 비난했기 때문에 위창휘와 석돌개는 대립하게 되었다. 석돌개는 천경을 탈출했지만, 위창휘 등은 석돌개의 일족을 살해했다. 석돌개는 안경에서 위창휘 토벌군과 마주쳤지만, 태평천국군의 대부분이 석돌개를 지지했기 때문에 천왕부 병사와 동왕부의 잔당들에 의해 위창휘는 살해당하고 작위를 박탈당했다. 이 사건을 ‘천경사변’이라고 한다.

## 같이 보기
- 태평천국의 난